# Kartoharjo (plaats in Madiun)
Kartoharjo is een bestuurslaag in het regentschap Madiun van de provincie Oost-Java, Indonesië. Kartoharjo telt 4790 inwoners (volkstelling 2010).